# Macrosiphum flavum
Macrosiphum flavum är en insektsart. Macrosiphum flavum ingår i släktet Macrosiphum och familjen långrörsbladlöss. Inga underarter finns listade i Catalogue of Life.